# 군북면 (금산군)
군북면(郡北面)은 충청남도 금산군의 면이다.

## 개요
군북면은 북쪽으로 장룡산의 줄기가 병풍처럼 서 있고, 서쪽으로는 충청남도의 최고봉 서대산(904m)이 우뚝서서 산줄기가 남쪽으로 흐르면서 달기봉, 계원봉으로 이어주는 산악지대를 조성하며, 동쪽으로는 매봉으로 이어지는 산맥의 줄기가 남쪽의 국사봉(667m)으로 이어지고, 다시 남쪽의 발군산까지 그 산맥이 쌓여 안쪽으로 방화봉을 비롯한 여러 산이 첩첩이 놓이고 그 사이로 북쪽에서 흘러오는 조정천이 남쪽으로 흐른다. 그리고 서북쪽에서 흘러오는 기사천(외부천)이 남쪽으로 흘러보내고 있는 그 완충지대에 산과 들과 냇물이 함께 자리한 지역이 군북면이다.
군북면의 주거지 정착은 백제시대에 취락 형성이 있었던 것으로 사료되며, 전답이 본격적으로 개간되기 시작한 것은 고려말기부터라고 전하며 마을이 조성되기는 조선시대로 들어서서 말기까지 이루어진 분포상황이다. 때로는 국난과 정란, 사화에 밀려 전원을 택하는 씨족들이 오지인 이 지역을 택하였고 임진왜란 때 피난을 왔다가 산과 들을 개간하면서 정착하였으며, 산울타리에 둘러쌓여 산이 좋고 들이 좋아서 정착 마을을 형성하여 살아왔다.

## 연혁
- 1413년 조선 태종 금산군으로 개칭
- 1896년 전라북도 금산군에 편입
- 1910년 북일면 6개리로 편성
- 1914년 군북면 10개리로 편성
- 1953년 12월 내부리에서 면사무소 이전
- 1962년 12월 12일 전라북도에서 충청남도로 환원
- 1974년 10월 30일 군북면 내부 출장소 설치
- 1988년 9월 30일 군북면 내부 출장소 폐쇄

## 행정 구역
| 법정리 | 한자명 | 행정리  | 자연마을                         | 비고                   |
| ------ | ------ | ------- | -------------------------------- | ---------------------- |
| 내부리 | 內釜里 | 내부1리 | 부말, 새말                       |                        |
| 내부리 | 內釜里 | 내부2리 | 안가마실, 새땀                   |                        |
| 내부리 | 內釜里 | 내부3리 | 시드물                           |                        |
| 동편리 | 東片里 | 동편1리 | 동편, 방아제                     |                        |
| 동편리 | 東片里 | 동편2리 | 퉁점                             |                        |
| 두두리 | 杜斗里 | 두두1리 | 헌터골, 샘골, 가나물             |                        |
| 두두리 | 杜斗里 | 두두2리 | 양지땀, 음지땀                   | 면 행정복지센터 소재지 |
| 두두리 | 杜斗里 | 두두3리 | 산덕(메데기)                     |                        |
| 보광리 | 寶光里 | 보광리  | 원보광, 안보광                   |                        |
| 산안리 | 山安里 | 산안1리 | 웃사기점, 아래사기점             |                        |
| 산안리 | 山安里 | 산안2리 | 자전리(자진뱅이)                 |                        |
| 상곡리 | 上谷里 | 상곡1리 | 죽말, 배나무들, 복거리           |                        |
| 상곡리 | 上谷里 | 상곡2리 | 지네말, 안골남이, 구석말, 도랫말 |                        |
| 외부리 | 外釜里 | 외부1리 | 바깥가마실                       |                        |
| 외부리 | 外釜里 | 외부2리 | 새터가마실                       |                        |
| 조정리 | 鳥亭里 | 조정리  | 대문안, 동석, 모두검터, 솔밭     |                        |
| 천을리 | 天乙里 | 천을리  | 천을리, 노론이                   |                        |
| 호티리 | 虎峙里 | 호티1리 | 응골, 오수물                     |                        |
| 호티리 | 虎峙里 | 호티2리 | 사거리, 상배원, 하배원           |                        |
| 호티리 | 虎峙里 | 호티3리 | 송림, 참샘골                     |                        |

## 문화
- 비단고을산꽃축제
- 송계대방놀이

## 교통
- 인삼랜드 휴게소
- 통영대전고속도로

## 교육
- 군북초등학교 (두두리)
- 용문초등학교 (내부리)
- 상곡초등학교 (상곡리)